# Eriocraniidae
Los eriocránidos (Eriocraniidae) son una familia de lepidópteros glosados, la única de la superfamilia Eriocranioidea y del infraorden Dacnonypha.
Son pequeñas polillas, generalmente diurnas, que pueden observarse en las primaveras templadas de la región holártica. Tienen una probóscide con la cual beben agua o savia. Las larvas son perforadoras de hojas de Fagales, principalmente de abedules (Betula), robles (Quercus), y unas cuantas salicáceas y Rosales (Kristensen, 1999).

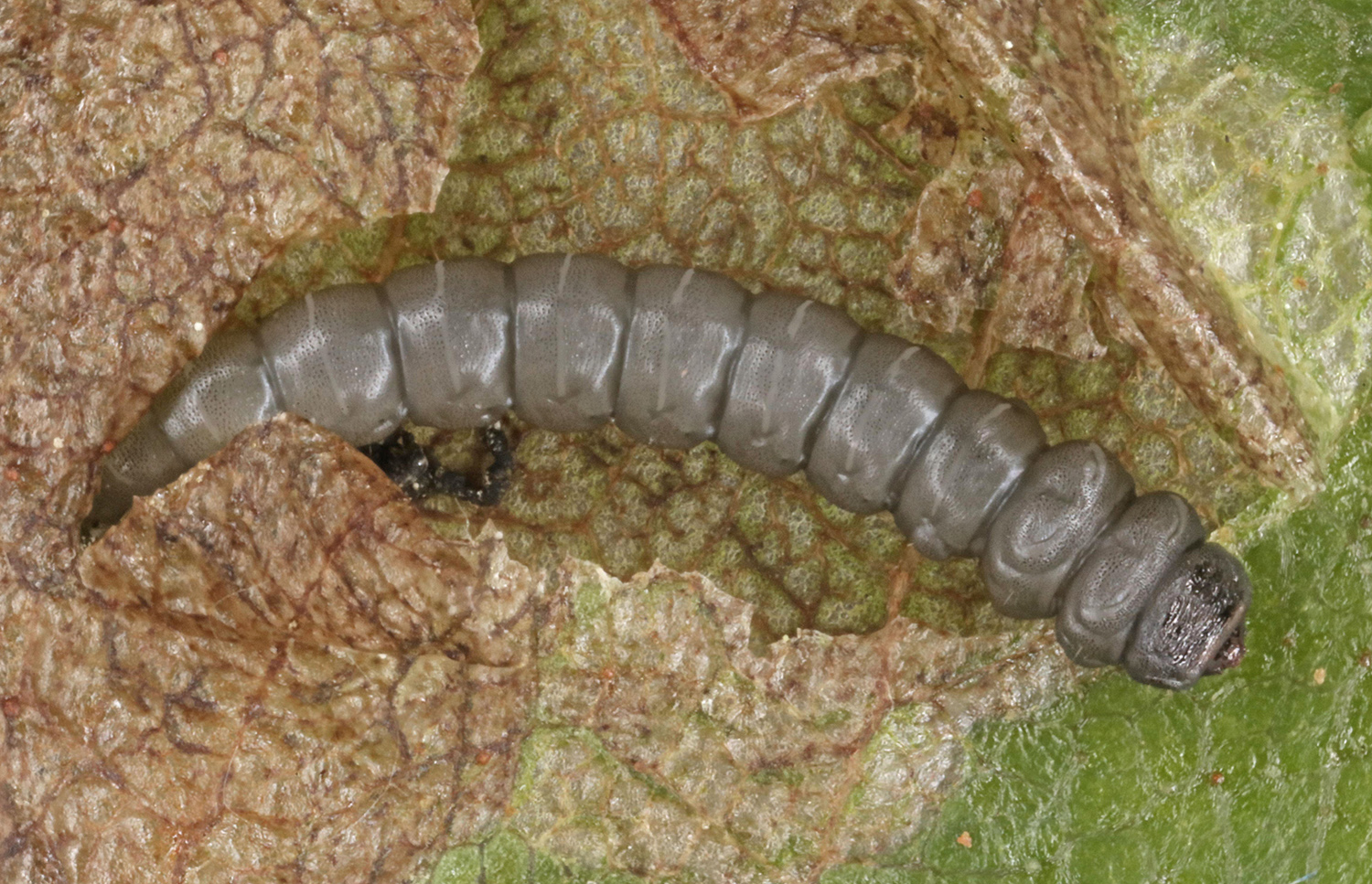
Eriocrania sangii, larva

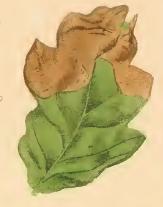
Mina en hoja de roble por larva de Dyseriocrania subpurpurella